# L'isola di Abelardo
L'isola di Abelardo (Abel's Island) è un racconto per ragazzi di William Steig, pubblicato nel 1976. È stato vincitore dello Honor Book per il premio Phoenix nel 1996.

## Trama
Questo racconto parla di due topi, Abele e Amanda, in viaggio di 
nozze. A causa di un grosso temporale, dovettero rifugiarsi sotto un 
gran sasso e qui si accorsero che la moglie aveva smarrito il 
suo foulard, alla cui ricerca il marito partì immediatamente. La 
tempesta lo trascinò su un'isola; affrontò tante avventure da cui uscì 
più volte vivo per miracolo, finché un giorno trovò il modo di 
ritornare da sua moglie a riabbracciarla.